# Cécile Sellam
Cécile Sellam est une scénariste.

## Biographie
Elle a étudié au Conservatoire européen d'écriture audiovisuelle.

## Filmographie
- 2011 : De l'huile sur le feu de Nicolas Benamou
- 2011 : Et soudain, tout le monde me manque de Jennifer Devoldère
- 2013 : Denis de Lionel Bailliu
- 2014 : Situation amoureuse : c'est compliqué de Manu Payet et Rodolphe Lauga
- 2014 : Les Gazelles de Mona Achache
- 2014 : Sous les jupes des filles d'Audrey Dana (aide à l'écriture - non créditée)
- 2015 : Pension complète de Florent Emilio-Siri